# Armé (héraldique)
En héraldique, armé se dit d'un animal, ou d'un oiseau de proie qui est muni d'ongles, de cornes, de dents ou de griffes d'un émail différent de celui du corps,.